# CD68
CD68 (Cluster of Differentiation 68) je protein, který je vysoce exprimován buňkami monocytární linie (např. monocyty, osteoklasty) a tkáňovými (např. Kupfferovy buňky, mikroglie) a cirkulujícími makrofágy.

## Struktura
Lidský CD68 je transmembránový glykoprotein se silně glykosylovanou extracelulární doménou a molekulovou hmotností 110 kD. Jeho primární sekvence je složena z 354 aminokyselin. V případě, že není glykosylována, předpokládá se jeho molekulová hmotnost 37,4 kD. Lidský CD68 protein je kódován genem CD68, který se nachází na chromozomu 17. Další názvy pro tento gen u lidí nebo zvířat jsou: CD68 molekula, CD68 antigen, GP110, makrosialin, scavenger receptor třídy D – člen 1, SCARD1 a LAMP4. Myší ekvivalent je též známý jako makrosialin.

## Funkce
CD68 je funkčně a evolučně příbuzný s ostatními členy proteinové rodiny:
- Hematopoetická mucinu podobná rodina molekul, která zahrnuje leukosialin (CD43) a antigen kmenových buněk CD34;
- S lysozomy asociovaná rodina membránových glykoproteinů (Lysosome-associated membrane glycoprotein, LAMP), CD68 molekuly se lokalizuje primárně na lysozomech a endozomech, ale menší podíl jich vycestovává na buněčný povrch;
- Rodina scavengerových receptorů, které typicky fungují jako „uklízeči“ buněčných pozůstatků, podporují fagocytózu a zprostředkovávají nábor a aktivaci makrofágů.

Funkčně se protein CD68 váže na tkáňově a orgánově specifické lektiny nebo selektiny, což umožňuje makrofágům zaměřit se na konkrétní cíle.
Předpokládá se, že rychlá recirkulace CD68 z endozomů a lysozomů na plazmatickou membránu umožňuje makrofágům přecházet přes substráty nesoucí selektin nebo jiné buňky.

## Využití v patologii a výzkumu
Imunochistochemickými metodami lze identifikovat přítomnost CD68 v cytoplasmatických granulách řady krevních buněk a myocytů. Kromě toho je marker různých buněk makrofágové linie, jako jsou monocyty, histiocyty, "giant cells", Kupfferovy buňky a osteoklasty. To umožňuje jejich využití v rozlišení onemocnění podobných projevů, jako je myeloidní a lymfoidní forma leukemie, která je na CD68 negativní. To, že je přítomen v makrofázích jej činí užitečným v diagnostice stavů, které souvisejí s proliferací nebo abnormalitami těchto buněk, například při maligní histiocytóze, histiocytárním lymfomu a Gaucherově chorobě.
Mezi monoklonální protilátky anti-CD68 reagující v tkáních hlodavců patří ED1, FA-11, KP1 (a.k.a. C68/684), 6A326, 6F3, 12E2, 10B1909 a SPM130. Lidské monoklonální protilátky jsou Ki-M7, PG-M1, 514H12, ABM53F5, 3F7C6, 3F7D3, Y1/82A, EPR20545, CDLA68-1, LAMP4-824.

### ED1
ED1 je nejužívanější monoklonální protilátkou proti krysímu proteinu CD68 a používá se k identifikaci makrofágů, Kupfferových buněk, osteoklastů, monocytů a aktivovaných mikroglií v tkáních potkanů. U tohoto druhu je exprimován u většiny populací makrofágů, proto je ED1 běžně využíván jako jejich marker. U některých typů buněk je však detekovatelný pouze při jejich upregulaci, jako je tomu například u aktivovaných mikroglií. V tomto případě tak může být využíván jako marker zánětlivých stavů a probíhajících imunitních reakcí. Komerční dodavatelé uvádějí, že detekci CD68 pomocí ED1 lze provádět imunohistochemickým barvením, průtokovou cytometrií a metodou western blot a je pozorována zkřížená reaktivita také s bovinními druhy.
Je důležité nezaměňovat tuto anti-CD68 protilátku ED1 s fibronektinovou extradoménou ED1.